# Vivent les dockers
Pour plus de détails, voir Fiche technique et Distribution.
Vivent les dockers est un court métrage français réalisé collectivement sous la direction de Robert Ménégoz, présenté au Festival international du film de Karlovy Vary en 1951 et racontant la Grève des dockers de 1949-1950 en France.

## Synopsis
La précarité, la pénibilité et la dangerosité du métier de docker ; la mobilisation de la profession contre la politique américaine et le plan Marshall, la guerre d'Indochine et le réarmement allemand. 

## Fiche technique
- Titre : Vivent les dockers
- Réalisation : Robert Ménégoz
- Commentaire : André Stil
- Photographie : Robert Ménégoz, Jean Bénézech, Serge Roullet, Paul Carpita[1], René Vautier[2]
- Musique : Sergueï Prokofiev
- Montage : Victoria Mercanton
- Pays d'origine :  France
- Format : Noir et blanc - 35 mm
- Durée : 14 min
- Date de sortie : 1951 (festival de Karlovy Vary)
- Film interdit par la censure française[3]

Le générique du film précise : « La CGT-FSM et l'Union des Syndicats de la Région Parisienne présentent un film réalisé par un groupe de techniciens en hommage aux dockers français, à leur rude métier et à leur lutte héroïque pour la paix »

## Récompense
- Grand prix du documentaire au Festival de Karlovy-Vary 1951